# Браверман Ігор Якович
І́гор Я́кович Браверман (* 1961, Копайгород, Барський район, Вінницька область) — український журналіст, нагороджений кількома журналістськими преміями, премією Союзу журналістів України, премією ім. К. Гришина за 2008 рік. Проживає у Вінниці.

## З життєпису
За освітою педагог — історик. Під час служби в армії закінчив школу військових кореспондентів.
У 2009 році Вінницька ОДА по результатах року визнала його найкращим незалежним журналістом, котрий співробітничав з обласними та республіканськими медіа.
Пише про Голокост, нацистсько-радянську війну та теми, що торкаються єврейства, зокрема — про відкриття знаку споминку в селі Павлівка Крижопільського району, де в гетто загинуло зимою 1941—1942 років 890 євреїв.